# Sandviksjön, Jämtland
Sandviksjön är en sjö i Krokoms kommun i Jämtland och ingår i Indalsälvens huvudavrinningsområde. Sjön är 42 meter djup, har en yta på 12,1 kvadratkilometer och befinner sig 284 meter över havet. Sandviksjön ligger i Hårkan Natura 2000-område. Sjön avvattnas av vattendraget Hårkan.

## Delavrinningsområde
Sandviksjön ingår i det delavrinningsområde (705669-144597) som SMHI kallar för Utloppet av Sandvikssjön. Medelhöjden är 316 meter över havet och ytan är 52,98 kvadratkilometer. Räknas de 280 avrinningsområdena uppströms in blir den ackumulerade arean 3 580,53 kvadratkilometer. Hårkan som avvattnar avrinningsområdet har biflödesordning 2, vilket innebär att vattnet flödar genom totalt 2 vattendrag innan det når havet efter 231 kilometer. Avrinningsområdet består mestadels av skog (58 procent). Avrinningsområdet har 12,13 kvadratkilometer vattenytor vilket ger det en sjöprocent på 22,9 procent.